# Angelica Sin
Angelica Sinn (født 9. april 1974 i North Carolina), er en amerikansk pornoskuespiller. Hun har medvirket i over 300 pornofilm, deriblandt The New Devil in Miss Jones fra 2005, der vandt en AVN.

## Udvalgt film
- All About Ass # 16
- American Anal Association
- Anal Offenders
- Anal University # 3
- Angelica's Anal Sinns
- Big Fat F.N. Tits # 4
- Big Tit Brotha Lovers # 2
- Big Tit Prison # 2
- Big Tit Teasers # 6
- Big Wet Asses # 3
- Extreme Big Tits # 4
- Fuck You Ass Whores # 2, # 4
- Gag Factor # 6
- Lauren Phoenix's Fuck Me
- Severe Anal